# ОК Нови Пазар
ОК Нови Пазар је српски одбојкашки клуб из Новог Пазара. Од сезоне 2014/15. такмичи се у Суперлиги Србије.

## Историја
Клуб је основан 1977. године. Пласман у Суперлигу Србије изборио је 2014. године. У сезони 2016/17. освојио су Куп Србије након што су на домаћем терену у финалу победили Војводину.
На почетку наредне сезоне освојили су Суперкуп Србије победом над Војводином у Новом Пазару са 3:1. Други трофеј у сезони 2017/18 освојили су победом у купу Србије против Црвене звезде у Лајковцу 3:0. Овом победом одбранили су трофеј освојен годину дана раније.

## Успеси

### Национални
- Првенство Србије:
  - Вицепрвак (1): 2017/18.
- Куп Србије:
  - Победник (2): 2016/17, 2017/18.
- Суперкуп Србије:
  - Победник (2): 2017, 2018.

## Тренутни састав
| Број дреса | Име и презиме      | Висина у цм | Година рођења | Позиција       |
| ---------- | ------------------ | ----------- | ------------- | -------------- |
| 1          | Алдин Зоранић      | 180         | 1984          | Примач сервиса |
| 3          | Душко Ховоселац    | 194         | 1984          | Техничар       |
| 4          | Хасан Затрић       | 194         | 191           | Либеро         |
| 5          | Радиша Стевановић  | 202         | 1990          | Средњи блокер  |
| 6          | Јован Делић        | 196         | 1993          | Примач сервиса |
| 7          | Бењамин Даца       | 202         | 1994          | Средњи блокер  |
| 8          | Немања Стевановић  | 192         | 1989          | Примач сервиса |
| 9          | Бранислав Радовић  | 195         | 1991          | Коректор       |
| 10         | Елвир Зуковић      | 193         | 1991          | Примач сервиса |
| 11         | Марко Божовић      | 195         | 1985          | Средњи блокер  |
| 12         | Страхиња Брзаковић | 202         | 1994          | Коректор       |
| 13         | Хамза Затрић       | 202         | 1981          | Примач сервиса |
| 14         | Урош Булатовић     | 195         | 1990          | Техничар       |
| 16         | Ертан Хамидовић    | 190         | 1989          | Примач сервиса |
| 18         | Милорад Капур      | 182         | 1991          | Либеро         |
| 19         | Самед Прушевић     | 195         | 1999          | Примач сервиса |

Тренер: Милан Гршић
Помоћни тренер: Асмир Џанковић
Статистичар: Фахрудин Коца
Лекар: Др. Суад Тутић
Физиотерапеут: Анес Печанин
Физиотерапеут: Азрудин Зуковић